# Petronėlė Gerlikienė
Petronėlė Gerlikienė, z domu Kromelytė (ur. 19 czerwca 1905 w Chicago, zm. 14 marca 1979 w Wilnie) – litewska artystka ludowa.

## Życiorys
Petronėlė Gerlikienė urodziła się w Chicago, gdzie pracował jej ojciec, ale już w dzieciństwie powróciła z rodziną na Żmudź. Była analfabetką. Młodo straciła matkę, więc – jako najstarsza córka – przejęła wszystkie obowiązki rodzinne i wychowanie młodszego rodzeństwa. Rodzina matki Petronėlė dwukrotnie przysyłała dla niej bilety na podróż do Ameryki, lecz ojciec z macochą niszczyli je, gdyż po wyjeździe Petronėlė nie miałby kto opiekować się rodzeństwem. W wieku 19 lat pracowała w polu u rolnika Gerlikasa, po czym wyszła za mąż za jego starszego brata, który wzbogaciwszy się w Stanach Zjednoczonych, postanowił znaleźć żonę i osiąść na Litwie.
Po ślubie życie Gerlikienė odmieniło się na lepsze. Jej mąż kupił 23 hektary ziemi i powoli rozwijał swoje gospodarstwo rolne, na którym pracę wykonywali tylko wynajęci pracownicy. Małżonkowie początkowo mieszkali w spichlerzu, dostosowanym na tymczasowe mieszkanie. Gdy Gerlikienė poroniła po raz pierwszy, lekarze doradzili jej spokój i dużo snu. Zaczęła wtedy spać do południa, a mąż podawał jej śniadanie do łóżka. Co tydzień ubijano cielaka, by miała świeżą krew, która miała jej pomóc zajść w ciążę. Jedynym obowiązkiem Gerlikienė w gospodarstwie stała się hodowla kur, którą rozpoczęto od kilku sztuk przywiezionych przez męża ze Stanów Zjednoczonych. Po dziesięciu latach urodziła syna i w podzięce zrobiła tkaniny na ołtarz.
Wybuch II wojny światowej przyniósł kres spokojnemu życiu. Podczas mrozów niemieccy żołnierze zabrali męża Gerlikienė, który już wcześniej borykał się z problemami zdrowotnymi, do pracy przy wycince lasu. W rezultacie zachorował i zmarł, a Gerlikienė po raz trzeci poroniła. Po wojnie wojska rosyjskie zniszczyły gospodarstwo, a Gerlikienė straciła dostęp do rodzinnych oszczędności i popadła w ubóstwo. Gdy zaczęły się wywózki na Sybir, zaczęła ukrywać się z synem. Później, jej gospodarstwo zostało skolektywizowane. Po kilku latach Gerlikienė wyszła ponownie za mąż. Żeby uniknąć pracy w polu, zajęła się hodowlą kur, które w zimie trzymała w swojej zakopconej kuchni.
W podeszłym wieku Gerlikienė zamieszkała u syna i jego rodziny w Wilnie. Z początku zagubiona w wielkim mieście, postanowiła udekorować swój nowy pokoik tkaninami i poprosiła syna, który był artystą, o narysowanie dla niej projektu do wyszywania. Gdy odmówił, postanowiła sama szukać inspiracji na lokalnych wystawach. W 1972 roku zaczęła tworzyć wielkoformatowe tkaniny i już po dwóch latach wzięła udział w pierwszej wystawie. Jej twórczość była sposobem na wyrażenie tego, co ją nurtowało, ale tkanie było męczące i czasochłonne. Dla Gerlikienė rysunek i malarstwo były jednak równoznaczne z pisaniem i czytaniem – czynnościami zarezerwowanymi dla wykształconych. Zmieniła zdanie, gdy w 1976 roku przeprowadziła się z synem do domu artystów i tam z zaskoczeniem odkryła, że i ona potrafi malować.
Popularnym tematem tkanin Gerlikienė są potężne drzewa, wśród jej prac z tym motywem są Dąb, Jarzębina, Klon i Czerwone drzewo. Jej malarstwo charakteryzuje różnorodność kolorów, wolna kompozycja i siła emocjonalnego przekazu. Malowała szybko, bez wcześniejszych szkiców, wyciskając farbę na płótno czy karton prosto z tubki. Prymitywistyczna twórczość Gerlikienė nie ustępuje pracom profesjonalnych artystów, czasem je nawet prześcigając, dzięki oryginalnej wizji i poczuciu humoru. Gerlikienė zdobyła wiele krajowych i zagranicznych wyróżnień. Choć zaczęła tworzyć dopiero w zaawansowanym wieku, w ciągu pięciu lat utkała ponad 10 dużych tkanin i namalowała około 60 obrazów.